# امپای
امپای (به اسپانیایی: Ampay) یک کوه در پرو است که در منطقه اپوریماک واقع شده‌است. امپای ۵٬۲۳۶ متر بالاتر از سطح دریا واقع شده‌است.